# جورج كاربنتر (عسكري)
جورج كاربنتر هو عسكري كندي، ولد في 14 مايو 1917 في Townville, Pennsylvania ‏ في الولايات المتحدة، وتوفي في 2 يوليو 2005.